# فریفتگی (آلبوم)
| بررسی انتقادی | بررسی انتقادی |
| منبع          | رتبه‌بندی      |
| ------------- | ------------- |
| آل‌میوزیک      | [ ۱ ]         |

فریفتگی (به انگلیسی: Enchant) نخستین آلبوم استودیویی از امیلی آوتم می‌باشد که در اصل در ۲۶ فوریهٔ سال ۲۰۰۳ از سوی تریتور رکوردز و در ۱۷ اوت سال ۲۰۰۷ از سوی ترایسول موزیک گروپ مجدداً منتشر گردید.

## پس‌زمینه و اشعار
آوتم می‌گوید قطعهٔ «به‌خاطر سپردن» را با آنی لنکس در ذهن خود نوشته، به‌این منظور که «نه اینکه مثلاً اون بخواد اینو بخونه یا من اینو تقدیمش کنم، اما من این آهنگ رو سال‌ها پیش قبل از اینکه خوانندگی رو شروع کنم نوشتم و حین نوشتنش آنی رو موقع خوندن آهنگ تصور می‌کردم.»